# CRG-1.1
El antiguo Corredor Ferrol-Puentes de García Rodríguez era una vía para automóviles de la Junta de Galicia que transcurre entre Catabois (Ferrol) y Iglesiafeita, diseñada como una carretera limitada a 100 km/h (velocidad máxima para vías de alta capacidad y altas prestaciones, 90 km/h en la actualidad). Cumplen los estándares de doble calzada (autovía) y había desdoblada totalmente en los principios del año 2003, sin contar la continuación de la autovía hasta Villalba que finalizaron en el año 2010. La longitud contaba un total de 19,53 kilómetros y solo 1 carril por sentido.
A principios de 1992, iniciaron las obras del corredor Ferrol-Puentes de García Rodríguez con el primer tramo entre la rotonda de Catabois y San Saturnino. Fue inaugurado por Xosé Cuíña el 7 de septiembre de 1993, con una longitud de unos 12,4 kilómetros y inversión de unos 2.607 millones de pesetas, originalmente fue bautizado como CR-G.11 (más adelante cambiaron a la CRG-1.1).
A finales de 1995 iniciaron las obras del tramo San Saturnino-Iglesiafeita como segundo y último tramo del corredor. Fue puesto en servicio de forma parcial, el 23 de enero de 1997, y posteriormente fue inaugurado por Manuel Fraga, el 7 de febrero de 1997, contando con una longitud de 7,13 kilómetros y inversión de unos 820 millones de pesetas.
La conversión en autovía AG-64 iniciaron en septiembre de 2000 con la inauguración de las obras del primer tramo del desdoblamiento del corredor, entre la rotonda de Catabois y Iglesiafeita de unos 18 kilómetros de longitud y fue inaugurado el 10 de febrero de 2003. Tras la conversión en autovía, quedaron descatalogada descatalogada oficialmente de la red de Carreteras de la Junta de Galicia, después de casi 10 años como carretera.

## Tramos

### Tramos originalesCRG-1.1
| Denominación | Tramo                                             | Kilómetros | Año servicio |
| ------------ | ------------------------------------------------- | ---------- | ------------ |
| CRG-1.1      | AC-116 Catabois - AC-862 San Saturnino            | 12,4       | 1993         |
| CRG-1.1      | AC-862 San Saturnino - AC-861 AC-125 Iglesiafeita | 7,1        | 1997         |

### Conversión enAG-64
| Denominación | Tramo | Kilómetros | Año servicio |
| ------------ | --- | ---------- | ------------ |
| AG-64        | AC-116 Catabois - AC-861 AC-125 Iglesiafeita Subtramo parcial: AC-116 Catabois - Polígono industrial Río do Pozo Subtramo completo: Polígono industrial Río do Pozo - AC-861 AC-125 Iglesiafeita | 2,7 18     | 2002 2003    |